# Javier Sebastián Robles
Javier Sebastián Robles (Buenos Aires, Argentina, 18 de enero de 1985) y es un futbolista argentino. Juega como interior derecho y su equipo actual es Comerciantes Unidos de la Liga 2 de Perú.

## Trayectoria

### Vélez Sárfield
Debutó en el 2006 en un encuentro contra Boca Juniors en el estadio La Bombonera, también jugó con Vélez Sarsfield la Copa Libertadores 2007 llegando hasta octavos de final. Fue dirigido por Ricardo La Volpe y compartió el equipo con los argentinos Mauro Zárate y Damián Escudero.

### Santiago Wanderers
Fue prestado por 6 meses al Santiago Wanderers, jugó 10 partidos y compartió el equipo con su compatriota Juan Manuel Cobelli y el internacional chileno Eugenio Mena.

### Olimpo de Bahía Blanca
Luego de su travesía en Chile fue prestado nuevamente por 6 meses esta vez al Olimpo de Bahía Blanca luego de jugar 10 partidos y destacar su préstamo fue por un año más. Jugando así 18 encuentros y anotando 3 goles.

### Vélez Sárfield
Luego bajo el mando de Ricardo Gareca se da su vuelta solo jugando un partido el cual fue contra Estudiantes de La Plata.

### San José Earthquakes
Luego de terminar su contrato con Vélez Sárfield se marcha en calidad de libre al San Jose Earthquakes jugando solo 2 partidos.

### Iraklis Saloniki
Luego de estar inactivo 6 meses fichó por el Iraklis Saloniki encontrándose con su compatriota Miguel García. Jugó 6 partidos.

### Deportivo Cuenca
En agosto del 2011 llegó a Ecuador para jugar por el Deportivo Cuenca club con el que anotó 5 goles y jugó 20 partidos, fue el número 10 y jugó al lado de sus compatriotas Esteban Dreer, Juan Ojeda y Federico Laurito.

### San José
En el 2015 llega como refuerzo del equipo boliviano para la Copa Libertadores 2015 en el cual enfrentó al quien sería el campeón River Plate, anotó 2 goles en su aventura por Bolivia.

### UTC de Cajamarca
Juega por 6 meses en UTC de Cajamarca.

### Cultural Santa Rosa
Estampó su firma por todo el 2016 al Club Deportivo Cultural Santa Rosa jugando 15 partidos y peleando los puestos de ascenso. A final de año renueva por todo el 2017.

## Clubes
| Club                       | País           | Año         |
| -------------------------- | -------------- | ----------- |
| Vélez Sársfield            | Argentina      | 2006 - 2007 |
| Santiago Wanderers         | Chile          | 2007        |
| Olimpo de Bahía Blanca     | Argentina      | 2008 - 2009 |
| Vélez Sársfield            | Argentina      | 2009        |
| San Jose Earthquakes       | Estados Unidos | 2010        |
| Iraklis                    | Grecia         | 2011        |
| Deportivo Cuenca           | Ecuador        | 2011 - 2012 |
| Almirante Brown            | Argentina      | 2012 - 2013 |
| Gimnasia y Esgrima (CdU)   | Argentina      | 2013 - 2014 |
| Sarmiento de Resistencia   | Argentina      | 2014        |
| Univ. Técnica de Cajamarca | Perú           | 2015        |
| San José                   | Bolivia        | 2015        |
| Cultural Santa Rosa        | Perú           | 2016 - 2017 |
| Juan Aurich                | Perú           | 2018 - 2019 |